# Флоріан Мунтяну
Флоріан Мунтяну (народився 13 жовтня 1990 р.), також відомий як Big Nasty, — німецько-румунський актор і модель, колишній боксер у важкій вазі. Найбільш відомий своєю роллю боксера Віктора Драго, сина колишнього боксера Радянського Союзу Івана Драго, у американській спортивній драмі 2018 року «Крід II», прямого продовження «Роккі IV» 1985 року.

## Життєпис
Мунтяну народився в Німеччині в сім'ї румунських емігрантів, які втекли від комуністичного режиму в 1985 році. Його мати — юрист, а батько — дерматолог і колишній боксер. Мунтяну виріс у Богені, а згодом переїхав до Мюнхена, щоб навчатися в університеті прикладних наук Hochschule Mittweida. У 2014 рік захистив ступінь бакалавра мистецтв. Займався боксом в Німеччині під псевдонімом «Big Nasty».
Мунтяну живе в Мюнхені та Лос-Анджелесі. Він є послом бренду Domino's Pizza та SuperKombat, бойової організації, що базується в Румунії. Він був представлений на обкладинках Muscle & Fitness (жовтень 2018) та Men's Health (грудень 2018).

## Кінокар'єра
Мунтяну зіграв свою першу роль у короткометражному німецько-румунському фільмі 2016 року «Богат», знятому в Мюнхені. Першу роль у повнометражному фільмі отримав у 2018 році, коли Сильвестр Сталлоне шукав європейського боксера у важкій вазі, у продовженні спортивної драми «Крід II». Сталлоне звернув увагу на Мунтяну завдяки його тренувальним відео в Інтернеті і особисто просунув його на цю роль. На той час Мунтяну важив 111 кг і йому довелося скинути близько 9 кг для ролі.
У 2021 році зіграв у фільмі КВМ «Шан-Чі та Легенда Десяти Кілець». Того ж року отримав роль Кріґа у фільмі «Бордерлендс», екранізації однойменної серії відеоігор.
У травні 2022 року стало відомо, що актор зіграє Георгія Маніака у 3 сезоні серіалу «Вікінги: Вальгалла».

## Фільмографія
| Рік  |    | Українська назва                | Оригінальна назва                         | Роль                        |
| ---- | -- | ------------------------------- | ----------------------------------------- | --------------------------- |
| 2016 | кф | Богат                           | Bogat                                     | Розван                      |
| 2018 | ф  | Крід II: Спадок Роккі Бальбоа   | Creed II                                  | Віктор Драго                |
| 2021 | ф  | Шан-Чі та Легенда Десяти Кілець | Shang-Chi and the Legend of the Ten Rings | Razor Fist                  |
| 2022 | ф  | Підрядник                       | The Contractor                            | Кауфман                     |
| 2023 | ф  | Крід III                        | Creed III                                 | Віктор Драго                |
| 2024 | с  | Вікінги: Вальгалла              | Vikings: Valhalla                         | Георгій Маніак (8 епізодів) |
| 2024 | ф  | Бордерлендс                     | Borderlands                               | Кріґ                        |
|      | ф  |                                 | Drago                                     | Віктор Драго                |